# Jósuke Jamašita
Jósuke Jamašita (* 26. února 1942) je japonský jazzový klavírista a hudební skladatel. Vedle vystupování se věnuje také skládání filmové hudby a píše eseje.

## Život
Narodil se v Tokiu a od devíti let hrál na housle, od kterých brzy přešel ke klavíru. V letech 1962 až 1967 studoval hudbu na konzervatoři Kunitači v Tokiu. Vystupovat začal již koncem padesátých let, vlastní trio si založil v roce 1969. V původním triu jej doprovázeli altsaxofonista Akira Sakata a bubeník Takeo Morijama. Od osmdesátých let začal vystupovat s americkými hudebníky. Jeho trio řadu let tvořili kontrabasista Cecil McBee a bubeník Pheeroan akLaff. Během své kariéry spolupracoval s mnoha dalšími hudebníky, mezi které patří například Lester Bowie, Joe Lovano, Elvin Jones nebo Stan Getz. V roce 2008 odehrál krátké představení na hořící klavír. Vystoupení se odehrálo na pláži v prefektuře Šiga a klavírista byl oblečen do ochranné výstroje.

## Diskografie
- Mina's Second Theme (1969)
- Mokujiki (1970)
- April Fool/Coming Muhammad Ali (1971)
- Clay (1974)
- Breathtake (1975)
- Banslikana (1976)
- Chiasma (1976)
- Inner Space (1977)
- It Don't Mean a Thing (1984)
- Sakura (1990)
- Kurdish Dance (1993)
- Dazzling Days (1993)
- Ways of Time (1995)
- Spider (1996)
- Fragments 1999 (1999)
- Resonant Memories (2000)
- Plays Gershwin (2003)
- Delightful Contrast (2011)
- Grandioso (2013)